# 阿盧努鄉
45°1′N 23°49′E / 45.017°N 23.817°E
阿盧努鄉（羅馬尼亞語：Comuna Alunu, Vâlcea），是羅馬尼亞的鄉份，位於該國西南部，由沃爾恰縣負責管轄，面積62平方公里，海拔高度336米，2002年人口4,550，人口密度每平方公里73人。